# Apareiodon
Genre
Apareiodon est un genre de poissons téléostéens de la famille des Parodontidae et de l'ordre des Characiformes.

## Liste d'espèces
Selon FishBase (19 juin 2015):
- Apareiodon affinis (Steindachner, 1879)
- Apareiodon agmatos Taphorn, López-Fernández & Bernard, 2008
- Apareiodon argenteus Pavanelli & Britski, 2003
- Apareiodon cavalcante Pavanelli & Britski, 2003
- Apareiodon davisi Fowler, 1941
- Apareiodon gransabana Starnes & Schindler, 1993
- Apareiodon hasemani Eigenmann, 1916
- Apareiodon ibitiensis Amaral Campos, 1944
- Apareiodon itapicuruensis Eigenmann & Henn, 1916
- Apareiodon machrisi Travassos, 1957
- Apareiodon orinocensis Bonilla, Machado-Allison, Silvera, Chernoff, López & Lasso, 1999
- Apareiodon piracicabae (Eigenmann, 1907)
- Apareiodon tigrinus Pavanelli & Britski, 2003
- Apareiodon vittatus Garavello, 1977
- Apareiodon vladii Pavanelli, 2006

## Galerie

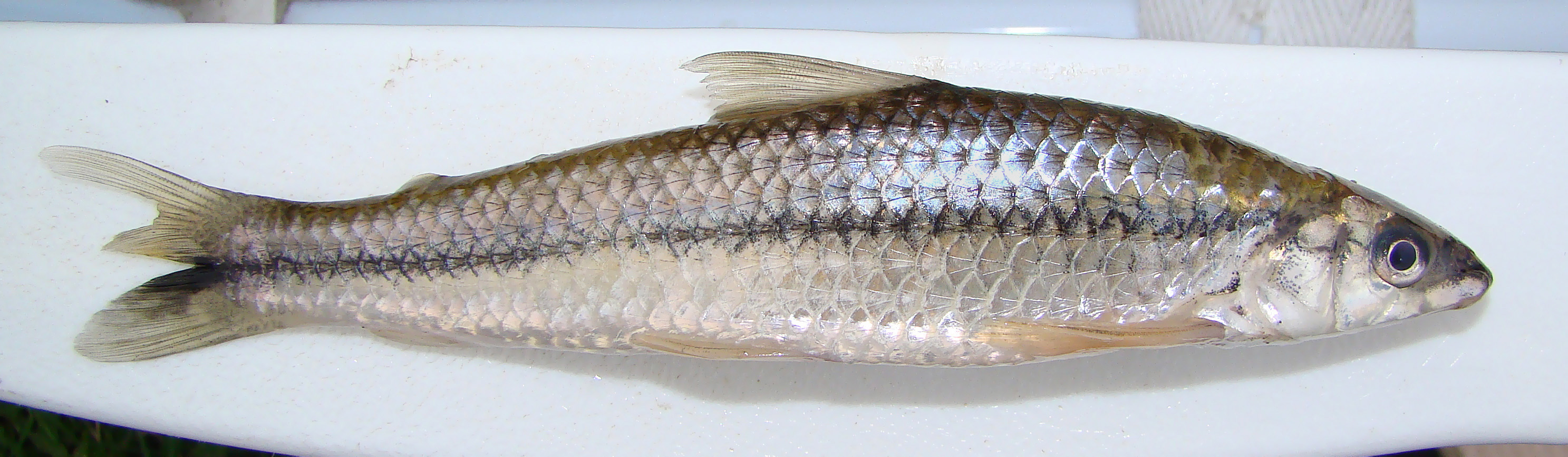
Apareiodon affinis
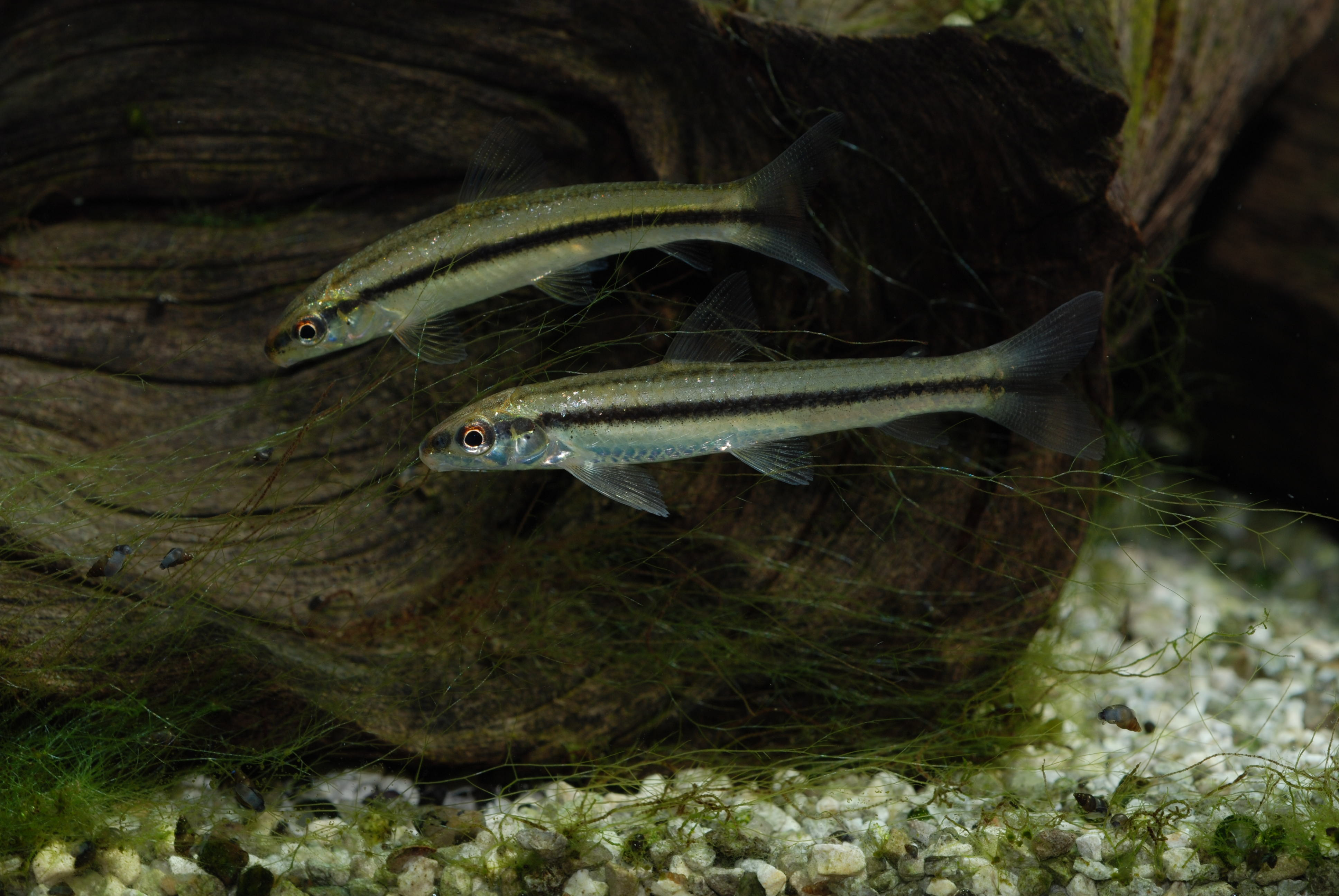
Apareiodon hasemani